# Сан Феличе (Кампобасо)
Сан Феличе је насеље у Италији у округу Кампобасо, региону Молизе.
Према процени из 2011. у насељу је живело 36 становника. Насеље се налази на надморској висини од 565 м.